# Synchiropus postulus
Synchiropus postulus és una espècie de peix de la família dels cal·lionímids i de l'ordre dels perciformes.

## Morfologia
- Els mascles poden assolir 2,6 cm de longitud total.[4]

## Hàbitat
És un peix marí, de clima tropical i associat als esculls de corall que viu fins als 12 m de fondària.

## Distribució geogràfica
Es troba a Moçambic, les Seychelles, Sud-àfrica i Tanzània.

## Observacions
És inofensiu per als humans.